# 2012–2013 a magyar labdarúgásban
A magyar labdarúgás 2012–2013-as szezonja 2012. július 5-én kezdődött, nemzetközi kupamérkőzésekkel. Az OTP Bank Liga első mérkőzését július 27-én rendezték, az utolsó fordulóra 2013. június 2-án került sor. A magyar labdarúgó-válogatott 2012. augusztus 15-én játszotta le első találkozóját és 2013. június 6-án az utolsót.

## Válogatott

### 2014-es labdarúgó-vb-selejtező
| 2012. szeptember 7. 20:30 |

| Andorra                                                     | 0–5                         | Magyarország                                                        |
| ----------------------------------------------------------- | --------------------------- | ------------------------------------------------------------------- |
| Clemente 20' M. García 32' Moreno 45+2' Vales 67′ Pujol 73' | (0–2) Jegyzőkönyv Részletek | Juhász 12' Gera 32' (11-esből) Szalai 54' Priskin 68' Koman 82' 20' |

| Estadi Comunal, Andorra la Vella Nézőszám: 600 Játékvezető: Emir Aleckovic (bosnyák) |

| 2012. szeptember 11. 20:30 |

| Magyarország                                        | 1–4                         | Hollandia                                                      |
| --------------------------------------------------- | --------------------------- | -------------------------------------------------------------- |
| Dzsudzsák 7' (11-esből) 37' Korcsmár 18' Juhász 29' | (1–2) Jegyzőkönyv Részletek | Lens 3' 53' Martins Indi 19' Huntelaar 74' Clasie 7' Maher 86' |

| Puskás Ferenc Stadion, Budapest Nézőszám: 22 000 Játékvezető: Pedro Proença (portugál) |

| 2012. október 12. 20:30 |

| Észtország            | 0–1                         | Magyarország                                   |
| --------------------- | --------------------------- | ---------------------------------------------- |
| Rähn 7' Vassiljev 33' | (0–0) Jegyzőkönyv Részletek | Hajnal 47' Dzsudzsák 33' Szalai 37' Juhász 65' |

| A. Le Coq Arena, Tallinn Nézőszám: 5 661 Játékvezető: Liran Liany (izraeli) |

| 2012. október 16. 20:30 |

| Magyarország                                                    | 3–1                         | Törökország             |
| --------------------------------------------------------------- | --------------------------- | ----------------------- |
| Koman 31' Szalai 50' Gera 58' (11-esből) 86' Elek 17' Varga 52' | (1–1) Jegyzőkönyv Részletek | Erdinç 22' Altıntop 57' |

| Puskás Ferenc Stadion, Budapest Nézőszám: 26 000 Játékvezető: Daniele Orsato (olasz) |

| 2013. március 22. 20:30 |

| Magyarország                         | 2–2                         | Románia                                                       |
| ------------------------------------ | --------------------------- | ------------------------------------------------------------- |
| Vanczák 16' Dzsudzsák 71' (11-esből) | (1–0) Jegyzőkönyv Részletek | 68' (11-esből) 74' Mutu 90+2' Chipciu 73' Goian 87' Chiricheș |

| Puskás Ferenc Stadion, Budapest Nézőszám: zárt kapuk mögött Játékvezető: Wolfgang Stark (német) |

| 2013. március 26. 19:30 |

| Törökország                | 1–1                         | Magyarország                                      |
| -------------------------- | --------------------------- | ------------------------------------------------- |
| Yılmaz 62' 89' İrtegün 59' | (0–0) Jegyzőkönyv Részletek | 71' 75' Böde 47' Varga 58' Dzsudzsák 90+2' Király |

| Şükrü Saracoğlu Stadion, Isztambul Játékvezető: Milorad Mažić (szerb) |

### Barátságos mérkőzések
| 2012. augusztus 15. 20:30 |

| Magyarország              | 1–1                         | Izrael                         |
| ------------------------- | --------------------------- | ------------------------------ |
| Dzsudzsák 51' Varga 90+1' | (0–0) Jegyzőkönyv Részletek | Hemed 80' Natkho 29' Yadin 76' |

| Puskás Ferenc Stadion, Budapest Játékvezető: Ivan Kruzliak (szlovák) |

| 2012. november 14. 20:30 |

| Magyarország          | 0–2                         | Norvégia                              |
| --------------------- | --------------------------- | ------------------------------------- |
| Szalai 51' Juhász 70' | (0–1) Jegyzőkönyv Részletek | Nielsen 38' Abdellaoue 79' Forren 87' |

| Puskás Ferenc Stadion, Budapest Nézőszám: 16 000 Játékvezető: Marijo Strahonja (horvát) |

| 2013. február 6. 17:00 |

| Fehéroroszország           | 1–1                         | Magyarország         |
| -------------------------- | --------------------------- | -------------------- |
| Valadzko 58' Bardacsov 87' | (0–1) Jegyzőkönyv Részletek | 32' Szabics 49' Elek |

| Bellis Sports Center, Belek, Törökország Játékvezető: Bülent Yıldırım (török) |

| 2013. június 6. 20:30 |

| Magyarország | 1–0                         | Kuvait |
| ------------ | --------------------------- | ------ |
| Vanczák 57'  | (0–0) Jegyzőkönyv Részletek |        |

| ETO Park, Győr Nézőszám: 8 000 Játékvezető: Nikolaj Hänni (svájci) |

## Bajnoki tabellák

### OTP Bank Liga
| #   | Csapat                | M  | GY | D  | V  | G+ – G– | GK  | P  | Megjegyzések                                   |
| --- | --------------------- | -- | -- | -- | -- | ------- | --- | -- | ---------------------------------------------- |
| 1.  | Győri ETO (B)         | 30 | 19 | 7  | 4  | 57–33   | +24 | 64 | 2013–2014-es Bajnokok Ligája – 2. selejtezőkör |
| 2.  | Videoton (I)          | 30 | 16 | 6  | 8  | 52–24   | +28 | 54 | 2013–2014-es Európa-liga – 1. selejtezőkör     |
| 3.  | Budapest Honvéd (I)   | 30 | 15 | 7  | 8  | 50–36   | +14 | 52 | 2013–2014-es Európa-liga – 1. selejtezőkör     |
| 4.  | MTK BudapestÚ         | 30 | 15 | 6  | 9  | 43–30   | +13 | 51 |                                                |
| 5.  | Ferencváros           | 30 | 13 | 10 | 7  | 51–36   | +15 | 49 |                                                |
| 6.  | Debreceni VSCCV (KGY) | 30 | 14 | 4  | 12 | 47–36   | +11 | 46 | 2013–2014-es Európa-liga – 2. selejtezőkör1    |
| 7.  | Kecskeméti TE         | 30 | 12 | 8  | 10 | 42–42   | 0   | 44 |                                                |
| 8.  | Haladás               | 30 | 11 | 11 | 8  | 36–27   | +9  | 44 |                                                |
| 9.  | Újpest                | 30 | 11 | 8  | 11 | 40–42   | −2  | 41 |                                                |
| 10. | Diósgyőr              | 30 | 9  | 11 | 10 | 31–39   | −8  | 38 |                                                |
| 11. | Kaposvári Rákóczi     | 30 | 10 | 7  | 13 | 35–38   | −3  | 37 |                                                |
| 12. | Pécsi MFC             | 30 | 10 | 7  | 13 | 33–44   | −11 | 37 |                                                |
| 13. | Paksi FC              | 30 | 8  | 11 | 11 | 40–38   | +2  | 35 |                                                |
| 14. | Lombard Pápa          | 30 | 7  | 7  | 16 | 26–46   | −20 | 28 |                                                |
| 15. | BFC Siófok (K)        | 30 | 7  | 4  | 19 | 31–61   | −30 | 25 | NB II                                          |
| 16. | Egri FCÚ (K)          | 30 | 3  | 6  | 21 | 25–67   | −42 | 15 | NB II                                          |

Forrás: MLSZ adatbank 
A rangsorolás alapszabályai: 1. összpontszám, 2. győzelmek száma, 3. gólkülönbség, 4. szerzett gólok száma, 5. egymás elleni eredmények összpontszáma,  6. egymás elleni eredmények gólkülönbsége, 7. egymás elleni eredmények szerzett góljainak száma, 8. egymás elleni eredmények idegenben szerzett góljainak száma.
1 A Debreceni VSC a 2013–14-es Európa-liga 2. selejtezőkörében indulhat, kupagyőztesként.
(B): Bajnokcsapat, (K): Kieső csapat, (F): Feljutó csapat, (I): Kupainduló, (R): A rájátszás győztese, (KGY): Kupagyőztes

### NB II

#### Keleti-csoport
| #   | Csapat                  | M  | GY | D  | V  | G+ – G– | GK  | P  | Megjegyzések |
| --- | ----------------------- | -- | -- | -- | -- | ------- | --- | -- | ------------ |
| 1.  | Mezőkövesd-Zsóry (F)    | 30 | 18 | 4  | 8  | 60–36   | +24 | 58 | NB I         |
| 2.  | Vasas SC                | 30 | 17 | 4  | 9  | 49–34   | +15 | 55 | NB II        |
| 3.  | Békéscsaba 1912 Előre   | 30 | 15 | 10 | 5  | 58–38   | +20 | 55 | NB II        |
| 4.  | Balmazújvarosi FC       | 30 | 14 | 8  | 8  | 50–37   | +13 | 50 | NB II        |
| 5.  | Nyíregyháza Spartacus   | 30 | 15 | 4  | 11 | 44–33   | +11 | 49 | NB II        |
| 6.  | Szolnoki MÁV            | 30 | 14 | 6  | 10 | 54–41   | +13 | 48 | osztályozó   |
| 7.  | Szeged 2011             | 30 | 11 | 9  | 10 | 43–41   | +2  | 42 | osztályozó   |
| 8.  | Ferencvárosi TC II (K)  | 30 | 12 | 5  | 13 | 49–49   | 0   | 41 | NB III       |
| 9.  | Ceglédi VSE             | 30 | 11 | 9  | 10 | 50–47   | +3  | 40 | osztályozó   |
| 10. | Orosháza FC (K)         | 30 | 12 | 3  | 15 | 51–57   | −6  | 39 | NB III       |
| 11. | Budapest Honvéd-MFA (K) | 30 | 11 | 5  | 14 | 48–56   | −8  | 38 | NB III       |
| 12. | Újpest FC II (K)        | 30 | 11 | 5  | 14 | 43–49   | −6  | 38 | NB III       |
| 13. | Putnok VSE (K)          | 30 | 9  | 8  | 13 | 43–51   | −8  | 35 | NB III       |
| 14. | DVSC-DEAC (K)           | 30 | 8  | 6  | 16 | 49–58   | −9  | 30 | NB III       |
| 15. | Kazincbarcikai SC (K)   | 30 | 8  | 6  | 16 | 40–63   | −23 | 30 | NB III       |
| 16. | Dunakanyar-Vác (K)      | 30 | 6  | 4  | 20 | 22–63   | −41 | 0  | NB III       |

Utolsó frissítés: 2012. július 17. 
Forrás: MLSZ adatbank 
A rangsorolás alapszabályai: 1. összpontszám, 2. győzelmek száma, 3. gólkülönbség, 4. szerzett gólok száma, 5. egymás elleni eredmények összpontszáma,  6. egymás elleni eredmények gólkülönbsége, 7. egymás elleni eredmények szerzett góljainak száma, 8. egymás elleni eredmények idegenben szerzett góljainak száma.
(B): Bajnokcsapat, (K): Kieső csapat, (F): Feljutó csapat, (I): Kupainduló, (R): A rájátszás győztese, (KGY): Kupagyőztes

1. ↑  „Döntött a CAS: marad a zárt kapu”, mlsz.hu, 2013. március 12. (Hozzáférés: 2013. március 21.)
2. ↑  A Cegléd csapata 2 pont levonást kapott
3. ↑  A Vác csapatát kizárták

#### Nyugati-csoport
| #   | Csapat                      | M  | GY | D | V  | G+ – G– | GK  | P  | Megjegyzések |
| --- | --------------------------- | -- | -- | - | -- | ------- | --- | -- | ------------ |
| 1.  | Puskás Akadémia FC (F)      | 30 | 21 | 7 | 2  | 57–18   | +39 | 70 | NB I         |
| 2.  | Kozármisleny SE             | 30 | 18 | 6 | 6  | 55–28   | +27 | 60 | NB II        |
| 3.  | Gyirmót FC Győr             | 30 | 17 | 5 | 8  | 57–39   | +18 | 56 | NB II        |
| 4.  | Zalaegerszegi TE            | 30 | 15 | 6 | 9  | 50–35   | +15 | 51 | NB II        |
| 5.  | FC Ajka                     | 30 | 14 | 9 | 7  | 36–27   | +9  | 51 | NB II        |
| 6.  | Duna FC Tatabánya           | 30 | 14 | 8 | 8  | 46–32   | +14 | 50 | osztályozó   |
| 7.  | Szigetszentmiklósi TK       | 30 | 14 | 4 | 12 | 50–43   | +7  | 46 | osztályozó   |
| 8.  | Soproni VSE                 | 30 | 13 | 7 | 10 | 45–39   | +6  | 46 | osztályozó   |
| 9.  | Csákvári TK (K)             | 30 | 13 | 5 | 12 | 41–40   | +1  | 44 | NB III       |
| 10. | Szombathelyi Haladás II (K) | 30 | 11 | 9 | 10 | 41–43   | −2  | 42 | NB III       |
| 11. | Veszprém FC (K)             | 30 | 9  | 9 | 12 | 51–51   | 0   | 36 | NB III       |
| 12. | BKV Előre SC (K)            | 30 | 9  | 6 | 15 | 36–54   | −18 | 33 | NB III       |
| 13. | Kaposvári Rákóczi II (K)    | 30 | 6  | 8 | 16 | 29–50   | −21 | 26 | NB III       |
| 14. | Győri ETO FC II (K)         | 30 | 6  | 7 | 17 | 40–51   | −11 | 25 | NB III       |
| 15. | Bajai LSE (K)               | 30 | 5  | 2 | 23 | 29–75   | −46 | 17 | NB III       |
| 16. | Paks II (K)                 | 30 | 4  | 4 | 22 | 21–59   | −38 | 16 | NB III       |

Utolsó frissítés: 2013. június 1. 
Forrás: MLSZ adatbank 
A rangsorolás alapszabályai: 1. összpontszám, 2. győzelmek száma, 3. gólkülönbség, 4. szerzett gólok száma, 5. egymás elleni eredmények összpontszáma,  6. egymás elleni eredmények gólkülönbsége, 7. egymás elleni eredmények szerzett góljainak száma, 8. egymás elleni eredmények idegenben szerzett góljainak száma.
(B): Bajnokcsapat, (K): Kieső csapat, (F): Feljutó csapat, (I): Kupainduló, (R): A rájátszás győztese, (KGY): Kupagyőztes

## Ligakupa

### Döntő
| 2013. április 24. 17:30 |

| Ferencváros                                                                              | 5–1                         | Videoton                                                               |
| ---------------------------------------------------------------------------------------- | --------------------------- | ---------------------------------------------------------------------- |
| Čukić 21' 69' Jenner 27' Aborah 39' 70' 88' Somália 75' Bešić 13' Bönig 73' Leonardo 87' | (3–1) Jegyzőkönyv Részletek | 23' Mitrović 44' Álvarez 45' Vinícius 49' Juhász 51' Gomes 88' Stopira |

| Sóstói Stadion, Székesfehérvár Nézőszám: 6 200 Játékvezető: Farkas Ádám (magyar) |

## Szuperkupa
| 2012. július 11. 20:15 |

| Debreceni VSC                                          | 1–1                            | Videoton                                 |
| ------------------------------------------------------ | ------------------------------ | ---------------------------------------- |
| Bódi 2' 74' Kulcsár 53' Korhut 57' Varga 66' Ramos 88' | (1–0) ] Jegyzőkönyv] Részletek | Kovács 71' Mitrović 87' Torghelle 90+1'  |
| Büntetőpárbaj                                          |                                |                                          |
| Szakály Korhut Sidibe Bódi                             | 3–5                            | Nikolics Mitrović Gyurcsó Brachi Caneira |

| Sóstói Stadion, Székesfehérvár Nézőszám: 5 000 Játékvezető: Bognár Tamás (magyar) |

## Magyar csapatok európaikupa-szereplése

### Összesített statisztika
| Csapatok        | Statisztikák | Statisztikák | Statisztikák | Statisztikák | Statisztikák | Statisztikák | Kezdő forduló   | Végső forduló   | Mérkőzések dátumai | Mérkőzések dátumai |
| Csapatok        | M            | GY           | D            | V            | LG–KG        | GK           | Kezdő forduló   | Végső forduló   | Első               | Utolsó             |
| --------------- | ------------ | ------------ | ------------ | ------------ | ------------ | ------------ | --------------- | --------------- | ------------------ | ------------------ |
| Debreceni VSC   | 5            | 1            | 1            | 3            | 4–7          | –3           | 2. selejtezőkör |                 | 2012. 07. 17.      |                    |
| Videoton        | 5            | 2            | 3            | 0            | 5–2          | +3           | 2. selejtezőkör |                 | 2012. 07. 19.      |                    |
| Budapest Honvéd | 4            | 2            | 0            | 2            | 3–5          | –2           | 1. selejtezőkör | 2. selejtezőkör | 2012. 07. 05.      | 2012. 07. 26.      |
| MTK Budapest    | 2            | 0            | 1            | 1            | 2–3          | –1           | 1. selejtezőkör | 1. selejtezőkör | 2012. 07. 05.      | 2012. 07. 12.      |
| Összesen        | 16           | 5            | 5            | 6            | 14–17        | –3           |                 |                 |                    |                    |

### UEFA-együttható
A nemzeti labdarúgó-bajnokságok UEFA-együtthatóját a magyar csapatok Bajnokok Ligája-, és Európa-liga-eredményeiből számítják ki.
| Csapat          | SGY | SD | SV | GY | D | V | Bónusz | Pont   | Átlag |
| --------------- | --- | -- | -- | -- | - | - | ------ | ------ | ----- |
| Videoton        | 2   | 4  | 0  | 2  | 0 | 4 | 0,000  | 8,000  |       |
| Budapest Honvéd | 2   | 0  | 2  | 0  | 0 | 0 | 0,000  | 2,000  |       |
| Debreceni VSC   | 1   | 1  | 4  | 0  | 0 | 0 | 0,000  | 1,500  |       |
| MTK Budapest    | 0   | 1  | 1  | 0  | 0 | 0 | 0,000  | 0,500  |       |
| Összesen        | 5   | 6  | 7  | 0  | 0 | 0 | 0,000  | 12,000 | 3,000 |

### Debreceni VSC
| Dátum                                  | Stadion                                | Ellenfél                               | Eredmény                               | A DVSC gólszerzői                      |
| UEFA-bajnokok ligája – 2. selejtezőkör | UEFA-bajnokok ligája – 2. selejtezőkör | UEFA-bajnokok ligája – 2. selejtezőkör | UEFA-bajnokok ligája – 2. selejtezőkör | UEFA-bajnokok ligája – 2. selejtezőkör |
| -------------------------------------- | -------------------------------------- | -------------------------------------- | -------------------------------------- | -------------------------------------- |
| 2012. július 17.                       | Skënderbeu Stadion (i)                 | Skënderbeu Korçë                       | 0–1                                    |                                        |
| 2012. július 24.                       | Nyíregyháza Városi Stadion (o)         | Skënderbeu Korçë                       | 3–0                                    | Coulibaly (2), Varga                   |
| UEFA-bajnokok ligája – 3. selejtezőkör |                                        |                                        |                                        |                                        |
| 2012. augusztus 1.                     | Haradszki Stadion (i)                  | BATE Bariszav                          | 1–1                                    | Sidibe                                 |
| 2012. augusztus 7.                     | Nyíregyháza Városi Stadion (o)         | BATE Bariszav                          | 0–2                                    |                                        |
| Európa-liga – Rájátszás                |                                        |                                        |                                        |                                        |
| 2012. augusztus 23.                    | Nyíregyháza Városi Stadion (o)         | Club Brugge                            | 0–3                                    |                                        |
| 2012. augusztus 30.                    | Jan Breydel Stadion (i)                | Club Brugge                            | 4–1                                    | Szakály                                |

### Videoton
| Dátum                         | Stadion                       | Ellenfél                      | Eredmény                      | A Videoton gólszerzői         |
| Európa-liga – 2. selejtezőkör | Európa-liga – 2. selejtezőkör | Európa-liga – 2. selejtezőkör | Európa-liga – 2. selejtezőkör | Európa-liga – 2. selejtezőkör |
| ----------------------------- | ----------------------------- | ----------------------------- | ----------------------------- | ----------------------------- |
| 2012. július 19.              | Pasienky Stadion (i)          | Slovan Bratislava             | 1–1                           | Oliveira                      |
| 2012. július 26.              | Sóstói Stadion (o)            | Slovan Bratislava             | 0–0                           |                               |
| Európa-liga – 3. selejtezőkör |                               |                               |                               |                               |
| 2012. augusztus 2.            | Sóstói Stadion (o)            | KAA Gent                      | 1–0                           | Nikolics N.                   |
| 2012. augusztus 9.            | Jules Ottenstadion (i)        | KAA Gent                      | 3–0                           | Oliveira, Nikolics N. (2)     |
| Európa-liga – Rájátszás       |                               |                               |                               |                               |
| 2012. augusztus 23.           | Hüseyin Avni Aker Stadion (i) | Trabzonspor                   | 0–0                           |                               |
| 2012. augusztus 30.           | Sóstói Stadion (o)            | Trabzonspor                   | 0–0 (t. 2–4)                  |                               |

### Budapest Honvéd
| Dátum                         | Stadion                       | Ellenfél                      | Eredmény                      | A Honvéd gólszerzői           |
| Európa-liga – 1. selejtezőkör | Európa-liga – 1. selejtezőkör | Európa-liga – 1. selejtezőkör | Európa-liga – 1. selejtezőkör | Európa-liga – 1. selejtezőkör |
| ----------------------------- | ----------------------------- | ----------------------------- | ----------------------------- | ----------------------------- |
| 2012. július 5.               | Flamurtari Stadion (i)        | Flamurtari Vlorë              | 1–0                           | Vernes                        |
| 2011. július 12.              | Bozsik József Stadion (o)     | Flamurtari Vlorë              | 2–0                           | Vernes, Tchami-Ngangoue       |
| Európa-liga – 2. selejtezőkör |                               |                               |                               |                               |
| 2012. július 19.              | Szaturn Stadion (i)           | Anzsi Mahacskala              | 0–1                           |                               |
| 2011. július 26.              | Bozsik József Stadion (o)     | Anzsi Mahacskala              | 0–4                           |                               |

### MTK Budapest
| Dátum                         | Stadion                       | Ellenfél                      | Eredmény                      | Az MTK gólszerzői             |
| Európa-liga – 1. selejtezőkör | Európa-liga – 1. selejtezőkör | Európa-liga – 1. selejtezőkör | Európa-liga – 1. selejtezőkör | Európa-liga – 1. selejtezőkör |
| ----------------------------- | ----------------------------- | ----------------------------- | ----------------------------- | ----------------------------- |
| 2011. július 5.               | Hidegkuti Nándor Stadion (o)  | FK Senica                     | 1–1                           | Lázok                         |
| 2011. július 12.              | Štadión FK Senica (i)         | FK Senica                     | 1–2                           | Kanta                         |